# Los Navalmorales
Los Navalmorales es un municipio español de la provincia de Toledo, en la comunidad autónoma de Castilla-La Mancha. Cuenta con una población de 2120 habitantes (INE 2024).

## Toponimia
El término Navalmorales es el plural de Navalmoral, que es una contracción fonética de Nava del Moral, aunque en este caso derivaría de Valmoral o Valle del Moral, nombre originario del paraje. Valmoral es un compuesto del apócope de valle, val, (del latín vallem) y moral. El nombre se debe a la unión en el siglo XIX de las poblaciones de Navalmoral de Pusa y Navalmoral de Toledo. 

## Geografía

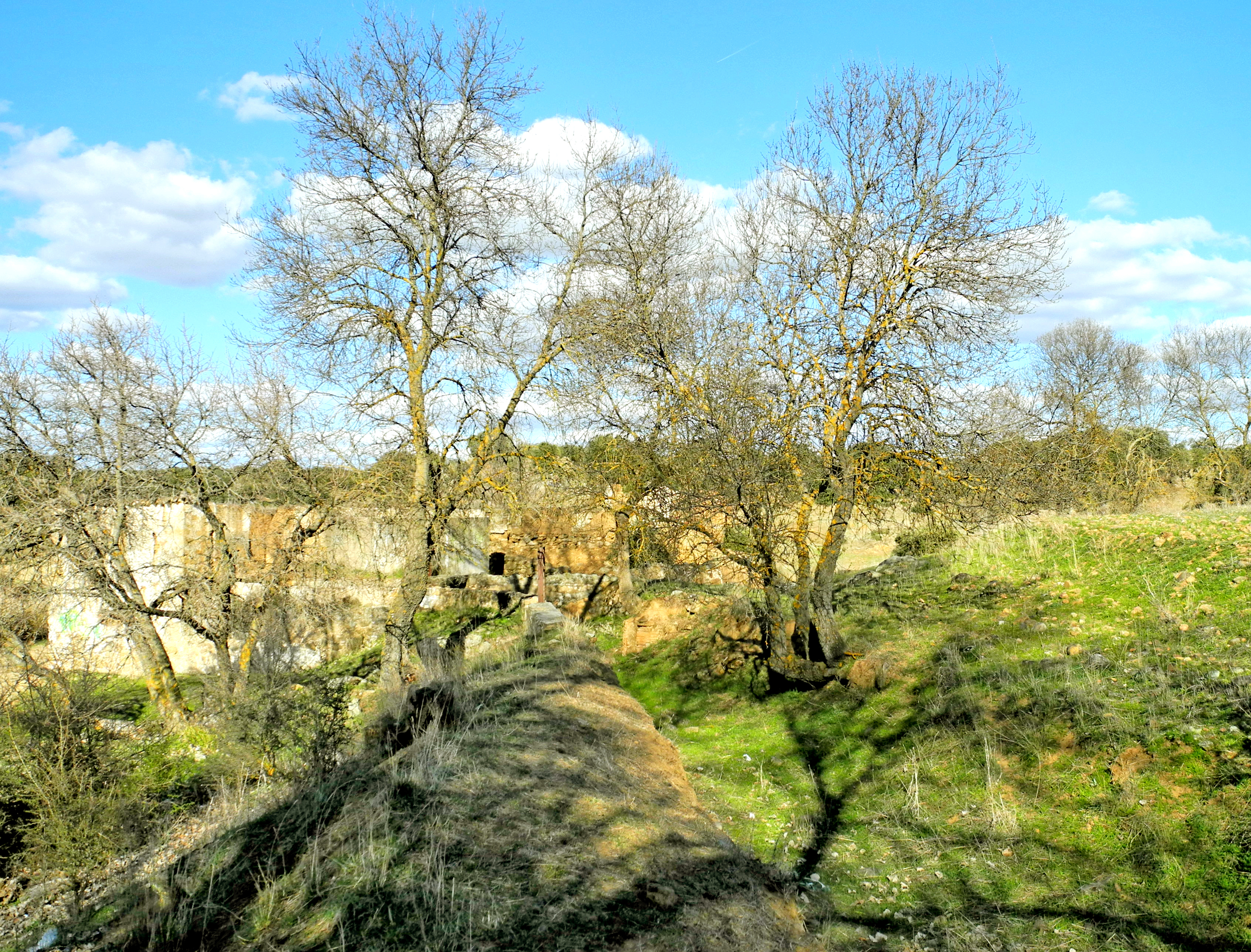
Molino del Colado

El municipio se encuentra situado «en un pequeño valle á las márg. del arroyo de su nombre, que cruza por su centro». Pertenece a la comarca de La Jara y linda con los términos municipales de Santa Ana de Pusa y San Martín de Pusa al norte, Villarejo de Montalbán, Cedena y Navahermosa al este, Hontanar al sur y Los Navalucillos al sur y oeste; todos ellos municipios de Toledo.
El punto más alto se encuentra en el monte Cuervo a 4,5 km al sureste de la población con 838 m s. n. m. Por su término discurren diferentes arroyos como el de Los Navalmorales, que pasa por el centro de la población, Macarro, los Álamos o las Vegas.

## Historia
Aparece por primera vez, como Vallmoral, en un documento del 5 de febrero de 1209 en el que Alfonso VIII dona a Alfonso Téllez la villa de Montalbán con sus términos correspondientes: «Ex parte Talauarie per ualle sicco, comodo vadit uia ad illos Mosaraues, et comodo pergit ad illa calsata, et sicut uadit ad Vallmoral, et deinde Naualuciellos, et postea usque ad illum portum, et deinde usque ad Mauros quantum potueritis»
Durante la Guerra de Independencia fue hecho prisionero en la población Baldomero de Torres, capitán de una partida de guerrilleros.
Hasta 1835 Los Navalmorales eran dos localidades independientes, Navalmoral de Pusa y Navalmoral de Toledo, por pertenecer, respectivamente, a las jurisdicciones del señorío de Valdepusa y de la ciudad de Toledo. Ambos municipios se encontraban separados físicamente por el arroyo de El Lugar o de La Fuente, denominado actualmente con el mismo nombre de la localidad. El 23 de septiembre de 1833 se reunieron ambos ayuntamientos para decidir su unión, tras lo cual acordaron por unanimidad solicitarlo a Fernando VII. La muerte del rey por aquellos días retrasaría dos años la concesión.
Navalmoral de Pusa parece haber sido fundado en el siglo XIV por «criados del Marqués de Malpica», y dependió, desde su fundación, de San Martín de Pusa. Deseando su libertad jurisdiccional, entregaron a Felipe IV 17 000 reales en los servicios de los 24 millones que le otorgó el reino y, como premio, el monarca le hizo villa; pero esto no fue en 1655, como apunta Madoz en su Diccionario geográfico, sino mediante una cédula de 21 de septiembre de 1653, según aparece en el privilegio de villazgo, que se conserva en el archivo municipal.
A mediados del siglo XIX tenía 760 casas y el presupuesto municipal ascendía a 35.461 reales de los cuales 4.000 eran para pagar al secretario.
Dentro de su término municipal se encuentra el despoblado de Santa María de la Herrera cuyo origen se remonta a finales del siglo XII. Su nombre pudo deberse a una antigua iglesia o santuario dedicado a Santa María y a unas minas y herrerías.

## Demografía
Cuenta con una población de 2120 habitantes (INE 2024).
| Gráfica de evolución demográfica de Los Navalmorales entre 1842 y 2021                                                |
| |
| Población de derecho según los censos de población del INE. Población de hecho según los censos de población del INE. |

El constante aumento de la población durante la primera mitad del siglo XX se transformó en un importante descenso a partir de los años 60.

## Economía

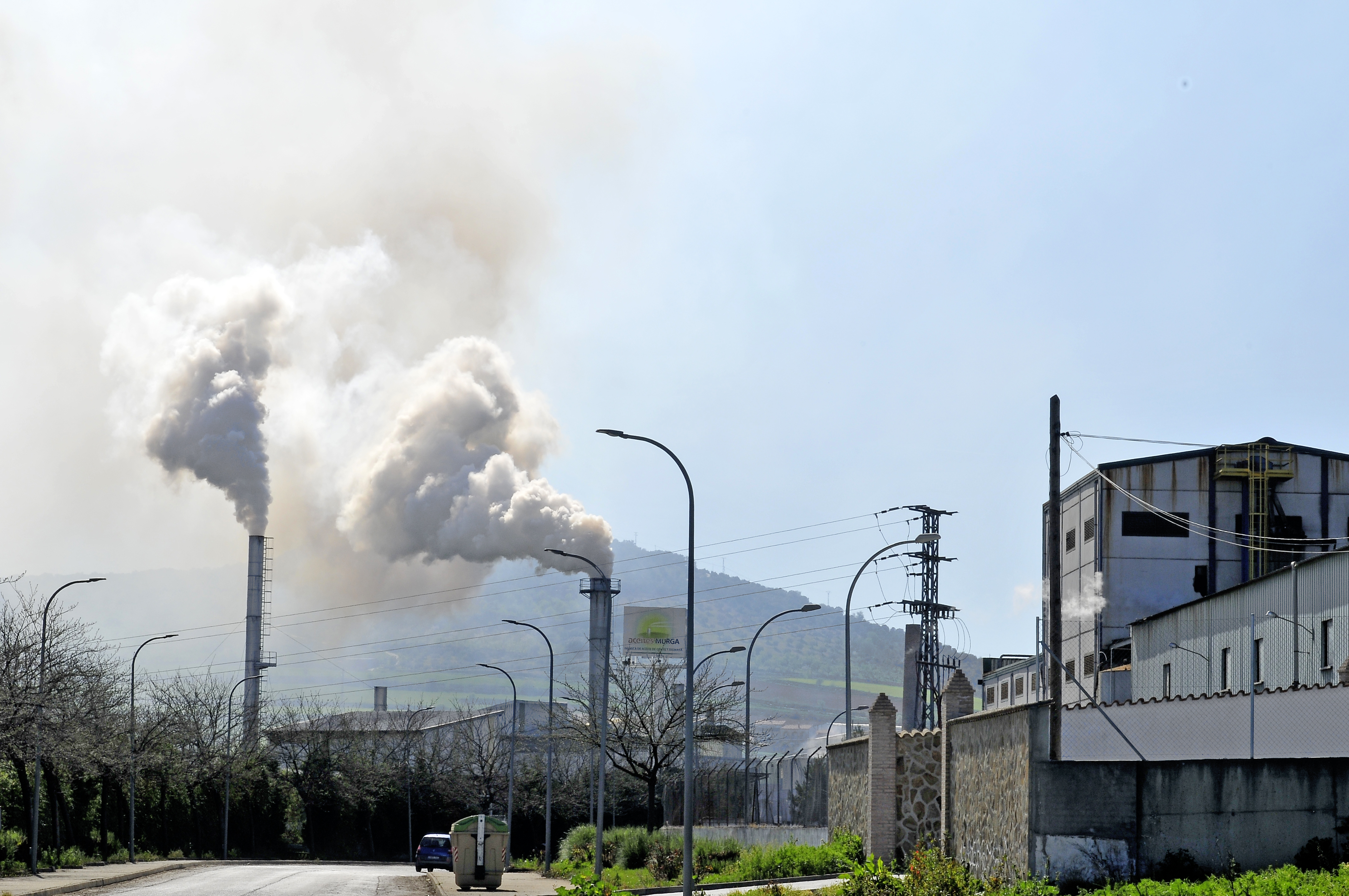
Planta de tratamiento de orujo en el municipio

A mediados del siglo XIX, según apunta Madoz en su Diccionario geográfico-estadístico-histórico de España y sus posesiones de Ultramar, la riqueza de esta villa laboriosa, estaba muy repartida, gozando por ello una situación aventajada en su ilustración y trato social. Por entonces la economía se basaba en la agricultura, la ganadería y una pequeña industria compuesta por tres talleres de carpintería y uno de ebanistería, 13 molinos de aceite y distintas fábricas de tejidos entre otras.

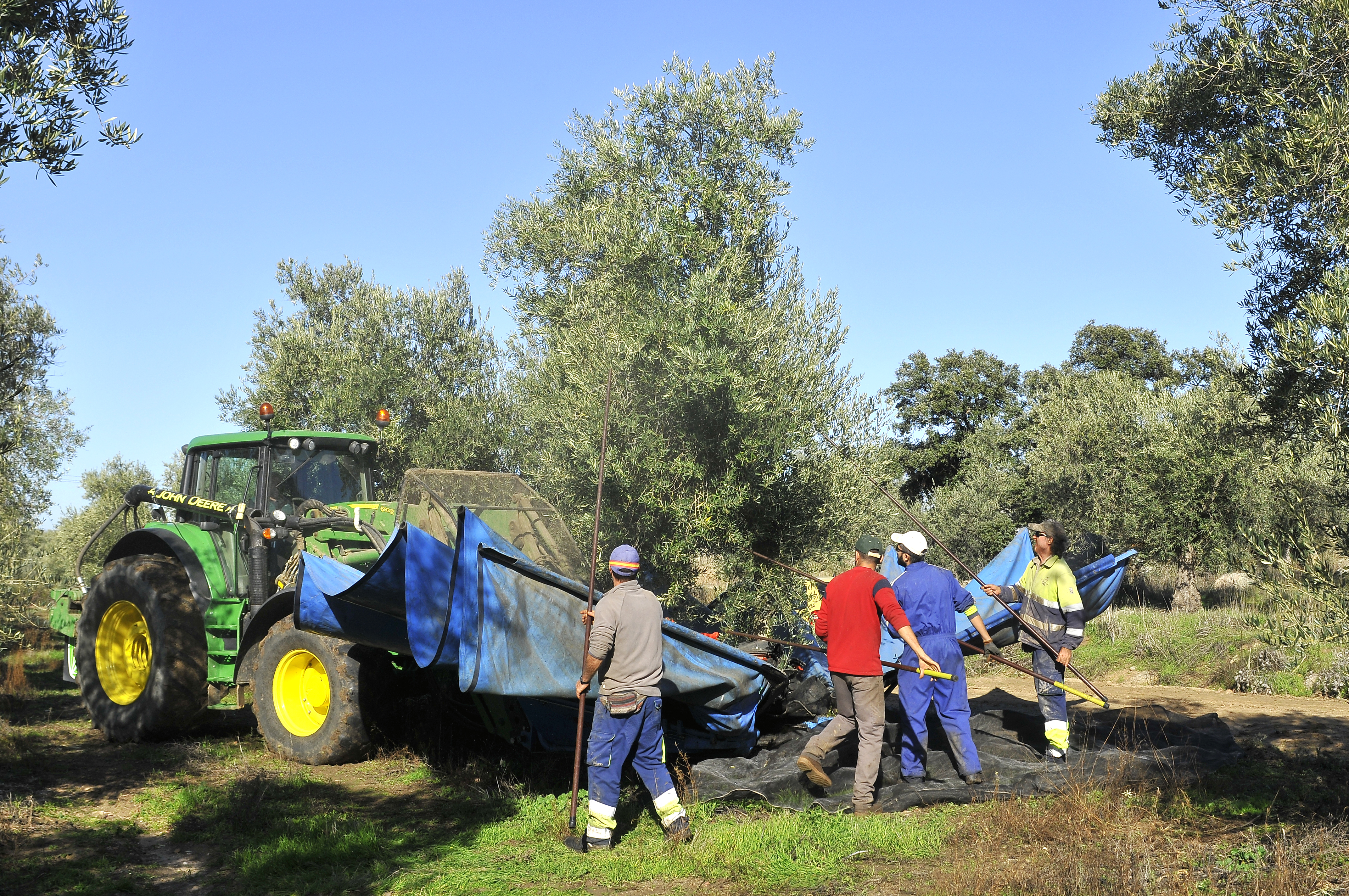
Recogida de la aceituna en Los Navalmorales

En la actualidad, la principal actividad económica es la agricultura, basada fundamentalmente en el cultivo del olivo, al que tiene dedicadas 3166 ha de su término con más de 300 000 pies de olivos, con una producción anual de 10 000 000 kg de aceituna. Otra actividad importante es la ganadería con una cabaña compuesta por ganado bovino, ovino, caprino y porcino. Finalmente cabe destacar el sector servicios y la industria de la cerámica rústica, la madera, la trituración de piedras calizas, las fraguas y la fabricación de aceite de oliva virgen y de aceite de orujo de aceituna, que es un tipo de aceite de oliva. También es rica por su valor cinegético.

## Escudo
Escudo partido: 1º, de plata, un águila bicéfala exployada, de sable, y cargada de una custodia, de oro; 2º, de oro, tres fajas de sinople. Al timbre, corona real cerrada.
El escudo municipal de Los Navalmorales, fue encargado en 1982 por el Ayuntamiento a los heraldistas e historiadores Buenaventura Leblic García y José Luis Ruz Márquez quienes realizaron una síntesis apoyados en el hecho de que el blasón antiguo de la localidad fue una custodia, a lo que sumaron el cuartel con las tres fajas de los Ribera que ejercieron el señorío sobre la villa. Escudo e informe obtuvieron la aprobación de la Real Academia de la Historia en junta de 15 de marzo de 1985.

## Administración

### Alcaldías
| Periodo   | Nombre                                                         | Partido   |
| --------- | -------------------------------------------------------------- | --------- |
| 1979-1983 | Javier Izquierdo Talavera                                      | AP/PDP/UL |
| 1983-1987 | Javier Izquierdo Talavera                                      | AP/PDP/UL |
| 1987-1991 | Jesús del Puerto Fernández                                     | CDS       |
| 1991-1995 | Eduardo Rivera Luna                                            | PSOE      |
| 1995-1999 | Eduardo Rivera Luna (30-06-97) Pedro Alberto Talavera Sierra   | PSOE      |
| 1999-2003 | Mónica Cortijo Pérez                                           | PSOE      |
| 2003-2007 | Arturo Fernández Pacheco (01-12-04) José Mª Sánchez-Cid Arenas | PP        |
| 2007-2011 | José Mª Sánchez-Cid Arenas                                     | PP        |
| 2011-2015 | Joaquín Fernández Torrijos                                     | PSOE      |
| 2015-2019 | Miguel Mencía Gómez-Arevalillo                                 | PP        |
| 2019-2023 | Antonio Talavera Martín                                        | PSOE      |
| 2023-act. | Antonio Talavera Martín                                        | PSOE      |

## Patrimonio

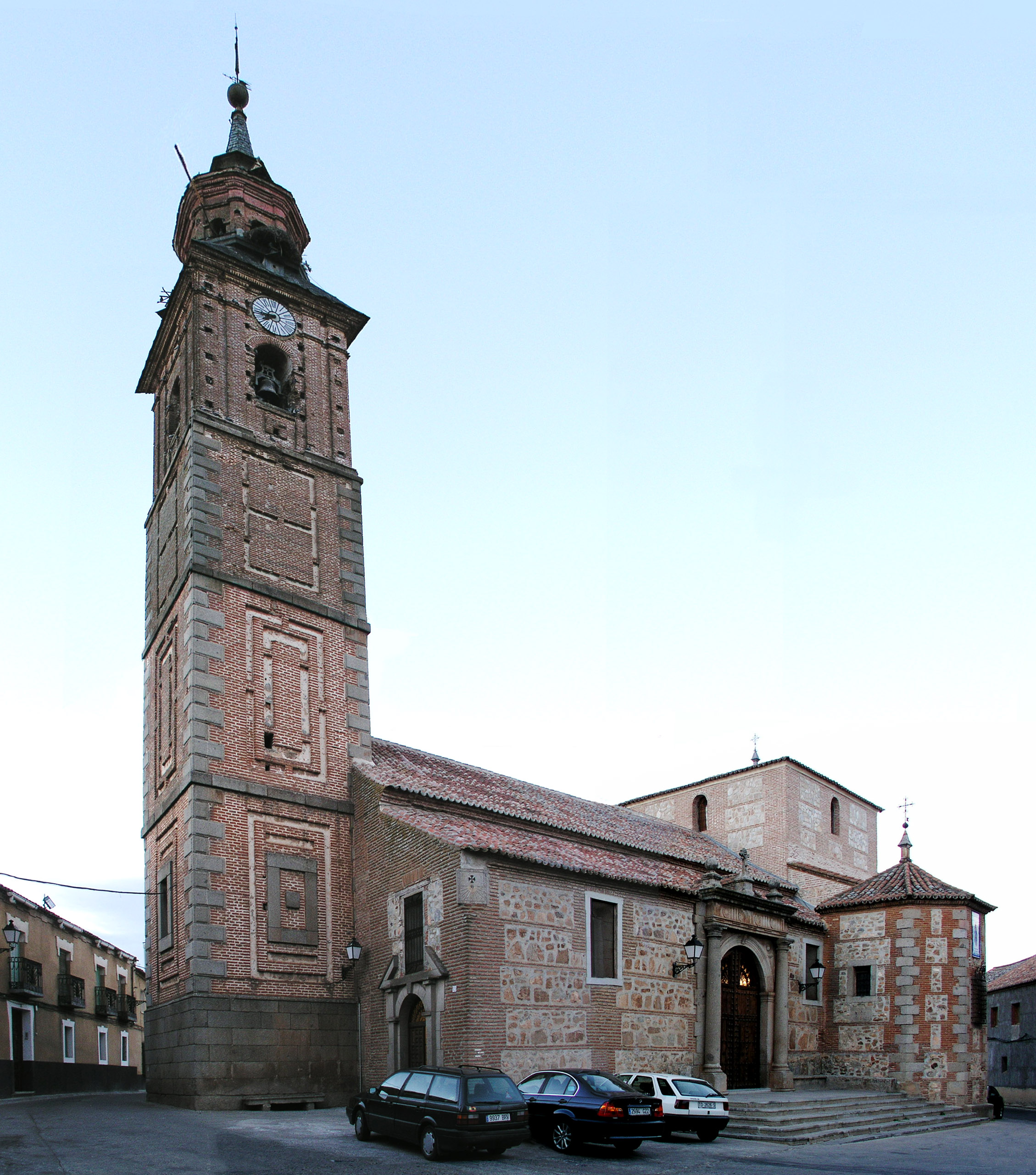
Iglesia de Nuestra Señora de la Antigua

- Iglesia parroquial de Nuestra Señora de la Antigua: es una construcción dieciochesca en ladrillo y sillería con rejería en el ábside. De ella destaca por un lado, la cúpula superior y el altar mayor, con un retablo dorado de estilo barroco, y por otro su torre de 32 metros de altura. Al interior del templo se puede acceder a través de su portada de traza clasicista, la forman un arco de medio punto entre columnas toscanas y un entablamento dórico con metopas doradas con soles. Dentro existen tres naves, la central cubierta por artesonado. Una de las capillas está dedicada al Santísimo Cristo de las Maravillas, patrón de la localidad. Adosada al templo se encuentra la torre, de planta cuadrada de 8 metros de lado, la cual se eleva sobre un sólido pedestal de sillería, en cinco cuerpos labrados en piedra y ladrillo y esquinas almohadilladas en piedra labrada. Remata la torre un agudo y estilizado capitel de pizarra con esfera, veleta y cruz de hierro. La arquitectura es propia del siglo XVII, de la escuela herreriana y sus continuadores. Según escrito del archivo parroquial, legado por el cura de la localidad don Luciano de la Cruz, la traza de la torre la hizo el Fray Lorenzo de San Nicolás, agustino, en 1632 hasta terminarla en 1655 aunque quedó por hacer la linterna o cuerpo octógono y el chapitel los cuales se terminaron en 1668 y 1673 respectivamente.
- Ermita de los Remedios: situada junto al cementerio, se trata de la construcción religiosa más antigua de la localidad. Construida de mampostería y ladrillo, de nave rectangular, portada con arco rebajado con dos pequeños huecos de ventana a ambos lados y una hornacina sobre la puerta. En esta zona frontal sobresale una espadaña de un único ojo con una pequeña campana.
- Ermita de San Antonio: se encuentra situada en la parte elevada del municipio, en la plaza de España. Con puerta principal bajo arco de medio punto en ladrillo con resalte en las impostas y planta rectangular entre medianerías. En la fachada lateral se encuentra una espadaña de un solo ojo que alberga la campana. El templo, con unas dimensiones aproximadas de once metros y medio por nueve, está dividida en dos naves separadas por tres arcos de medio punto, apoyados en dos columnas. En la segunda nave se encuentra el altar mayor, el cual preside en la hornacina central la estatua de San Antonio; en los laterales las de Santa Rita y la Virgen de la Inmaculada, custodiando al Sagrario dos ángeles flanqueados por la Virgen de Fátima y la Soledad. En esta nave se encuentra una pequeña sacristía y encima de la misma un coro de reducidas dimensiones. En la nave de entrada, una pila bautismal en granito labrado incluida la columna cilíndrica que la sostiene. También se encuentran trabajos esculpidos por artistas locales, tal es el caso de la copia del Cristo de las Maravillas, talla de madera realizada por Arturo Menor, la estatua del Resucitado de Victoriano Sánchez o la magnífica escultura del Cristo Yacente, obra del artista local Bautista López. La escultura se encuentra en el interior de un sepulcro de madera y cristal confeccionado también por Victoriano Arroyo López-Terradas, otro artista local. La rehabilitación llevada a cabo en las últimos años, hace del edificio un templo sencillo y pequeño, en donde se celebran los rituales actos religiosos, no sólo con asistencia de los vecinos del barrio, sino también de la Parroquia, que en número elevado acuden a los distintos cultos que allí se celebran.
- Casa consistorial: del siglo XVIII.
- Ermita de San Sebastián: Pequeña ermita dedicada a San Sebastián situada en lo alto de la Sierra del Santo. Ofrece vistas de los Montes de Toledo y parte del Valle del Tajo.
- Fuente de los seis caños: Se trata de una fuente construida en el siglo XVII. como su nombre indica, esta fuente tiene seis caños por los cuales expulsa agua directamente traída desde un acuífero subterráneo, el cual ocupa la mayor parte de la localidad.

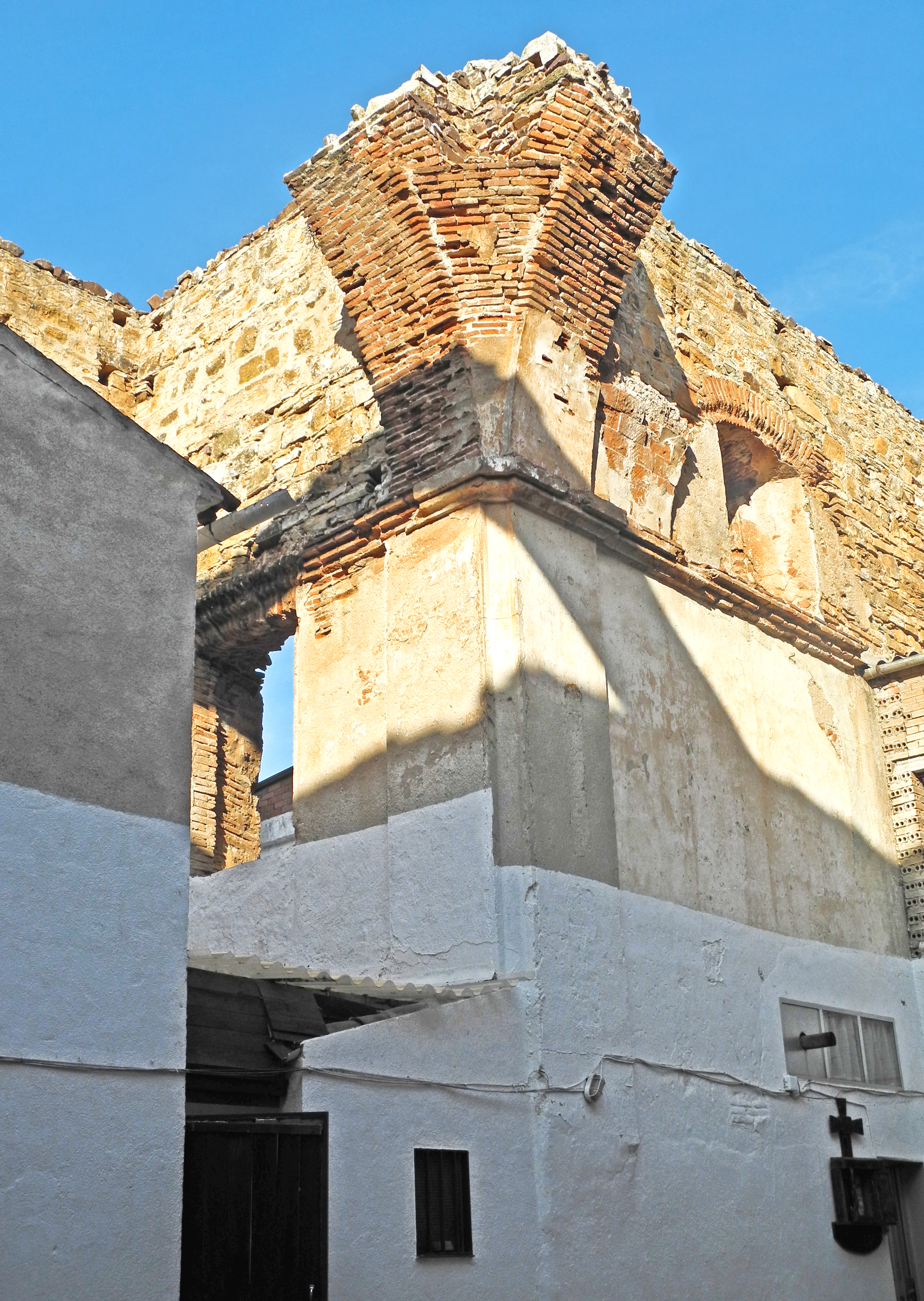
Ruinas del convento de Capuchinos.

- Rollo de Justicia: antiguamente se encontraba en el centro de la plaza que llevaba su nombre, hoy de la Constitución, sobre una gradería de cinco escalones. Fabricado en piedra de buena labor, en su capitel se encuentra un cuerpo curvilíneo y estriado y un laboreado apéndice, culminado el conjunto con una cruz de hierro. En la columna se puede leer: «EN DOS DE JVLIO DE 1665 AÑOS» que fue la fecha en que se erigió. Hoy se encuentra en la rotonda en la que confluyen las calles Olivares, Numancia, Virgen de la Asunción, don Caralipo Pérez de Vargas y Colombia.
- Ruinas del convento de Capuchinos: vestigio de uno de los templos más grandes construido en el siglo XVIII, ahora derruido, pero que aún quedan vestigios que conforman el actual parque.
- Enterramientos de la edad de bronce: en la localidad aún se pueden encontrar al aire libre, dentro del término municipal, restos de enterramientos y monumentos mortuorios de la Edad del Bronce.
- Ruinas de Herrera: Se trata de los restos de una pequeña aldea minera despoblada, la cual cuenta con el acceso a las antiguas minas de metales y carbón. este pequeño pueblo se creó  finales del siglo XII, al ser una zona despoblada su custodia quedó en manos de Los Navalmorales.
- Iglesia de Santa María Magdalena: ubicada en el encantador municipio de Los Navalmorales, Toledo, es un tesoro arquitectónico que ha resistido al paso del tiempo. Su imponente presencia y estilo gótico tardío te transportarán a épocas pasadas llenas de historia y misticismo.

## Fiestas
- Santísimo Cristo de las Maravillas: 14 de septiembre. Durante estas fiestas también se celebra el acto de La entrega del olivo de plata el máximo premio anual otorgado por el Ayuntamiento.
- Cristo de la Fuente: 2º domingo de mayo
- Del 15 al 18 de agosto: Feria de artesanía La Jara y Montes de Toledo, declarada como feria oficial en Castilla-La Mancha.
- 15 de mayo: San Isidro.
- Fiesta de San Juan:  Celebradas en junio, incluyen actividades religiosas y culturales, con hogueras y música tradicional.
- Feria de Agosto: Una semana de diversión, conciertos, actividades deportivas y gastronomía local que reúne a la comunidad.
- Semana Santa: Con procesiones solemnemente organizadas que muestran la devoción de los habitantes y el arte religioso del pueblo.